# 北海路站
北海路站位于吉林省长春市南关区，是长春轨道交通4号线车站。

## 车站结构
车站形式为侧式二层车站，站厅与站台同层。
| 月台   | 路线  | 行驶方向               |
| 高架层 |       |                        |
| ------ | ----- | ---------------------- |
| 东側   | 4号线 | 长春站北・吉林大路方向 |
| 西側   | 4号线 | 天工路・职业学院方向   |

### 车站楼层
| 高架二层 | 站厅、A出口                | 客服中心                           |
| 高架二层 | 侧式站台，右侧车门将会开启 |                                    |
| 高架二层 | 轨道                       | ←4号线列車往威海路（长春站北方向） |
| 高架二层 | 轨道                       | 4号线列車往职业学院（天工路方向）→ |
| 高架二层 | 侧式站台，右侧车门将会开启 |                                    |
| 高架二层 | 站厅、B出口                | 客服中心                           |
| 高架一层 | 换向通道                   |                                    |

### 车站出入口
车站设置2个出入口，A出口位于临河街东侧，北海路北侧；B出口位于临河街西侧，北海路北侧。
|          |      |                   |                  |  |
| 出口编号 | 照片 | 出口指示          | 建议前往的目的地 |  |
| 出口 · A |      | 临河街东 北海路北 | 经开六区         |  |
| 出口 · B |      | 临河街西 北海路北 | 经开五区         |  |

## 公交换乘
- A口：北海路站：17、130、225、233路
- B口：北海路站：17、130、225、233路

## 历史
- 2011年6月30日 - 4号线高架段开通运营。
- 2019年5月30日 - 本站更名为北海路站。[1]